# Reprezentacja Arabii Saudyjskiej w piłce nożnej mężczyzn
Reprezentacja Arabii Saudyjskiej w piłce nożnej mężczyzn (arab. ‏منتخب السعودية لكرة القدم‎) – zespół biorący udział w imieniu Arabii Saudyjskiej w zawodach piłkarskich. Na mistrzostwach świata zadebiutował w 1994 i wówczas właśnie drużyna prowadzona przez Argentyńczyka Jorge Raúla Solariego zanotowała swój najlepszy rezultat. Dzięki zwycięstwom nad Belgami i Marokańczykami Synowie pustyni niespodziewanie zajęli w grupie drugie miejsce i grali dalej. W drugiej rundzie już dość wyraźnie ulegli reprezentacji Szwecji. W kolejnych turniejach szło im znacznie gorzej – nigdy nie udało już im się opuścić fazy grupowej, a z piętnastu meczów wygrali tylko dwa, zremisowali również dwa, pozostałe jedenaście przegrali, często bardzo dotkliwie (na przykład w 2002 aż 0:8 z Niemcami czy w 2018 0:5 z Rosją). Na kolejne zwycięstwo z Egiptem musieli zresztą czekać aż do 2018 roku, ale już na kolejnym mundialu w 2022 roku sprawili ogromną sensację pokonując dwukrotnego mistrza świata – Argentynę 2:1. Następne dwa mecze jednak przegrali i zajęli ostatnie miejsce w grupie.
Mimo tak słabych wyników na mistrzostwach świata Arabowie i tak należą do najbardziej utytułowanych azjatyckich drużyn – aż trzy razy zdobywali Puchar Azji – w 1984, 1988 i 1996 (jedynie Japończycy mają więcej). Dodatkowo w 1992, 2000 i 2007 zdobywali w nim drugie miejsce. Trzykrotnie kończyli te rozgrywki na fazie grupowej (2004, 2011, 2015). Zakwalifikowali się też do Pucharu Azji 2019.
Ich reprezentacja U-16 w 1989 niespodziewanie wygrała w juniorskich mistrzostwach świata.
Za największe indywidualności reprezentacji uchodzili do niedawna – bramkarz Mohammed Al-Deayea i napastnik Sami Al-Jaber, którzy grali na wszystkich poprzednich turniejach o Puchar Świata. Obaj pożegnali się z kadrą po Mundialu 2006.
Reprezentacja Arabii Saudyjskiej wystąpiła również cztery razy z rzędu (w tym trzy razy w roli gospodarza) w rozgrywkach o Puchar Konfederacji (Puchar Króla Fahda). W debiutanckim występie (1992) Arabowie zdołali zająć drugie miejsce po porażce w meczu finałowym z Argentyną 1:3. Drugi i trzeci występ (odpowiednio w 1995 i 1997) zakończyli już po fazie grupowej. Ostatni jak dotąd turniej (1999) zakończyli na czwartym miejscu przegrywając w meczu o trzecie miejsce ze Stanami Zjednoczonymi 0:2.

## Udział w międzynarodowych turniejach

### Mistrzostwa świata
| Udział w mistrzostwach świata | Udział w mistrzostwach świata              | Udział w mistrzostwach świata              |
| Rok                           | Kwalifikacje                               | Wynik                                      |
| ----------------------------- | ------------------------------------------ | ------------------------------------------ |
| 1930                          | Nie brała udziału, nie była członkiem FIFA | Nie brała udziału, nie była członkiem FIFA |
| 1934                          | Nie brała udziału, nie była członkiem FIFA | Nie brała udziału, nie była członkiem FIFA |
| 1938                          | Nie brała udziału, nie była członkiem FIFA | Nie brała udziału, nie była członkiem FIFA |
| 1950                          | Nie brała udziału, nie była członkiem FIFA | Nie brała udziału, nie była członkiem FIFA |
| 1954                          | Nie brała udziału, nie była członkiem FIFA | Nie brała udziału, nie była członkiem FIFA |
| 1958                          | Nie brała udziału                          | Nie brała udziału                          |
| 1962                          | Nie brała udziału                          | Nie brała udziału                          |
| 1966                          | Nie brała udziału                          | Nie brała udziału                          |
| 1970                          | Nie brała udziału                          | Nie brała udziału                          |
| 1974                          | Nie brała udziału                          | Nie brała udziału                          |
| 1978                          | Nie zakwalifikowała się                    | Nie zakwalifikowała się                    |
| 1982                          | Nie zakwalifikowała się                    | Nie zakwalifikowała się                    |
| 1986                          | Nie zakwalifikowała się                    | Nie zakwalifikowała się                    |
| 1990                          | Nie zakwalifikowała się                    | Nie zakwalifikowała się                    |
| 1994                          | Awans                                      | 1/8 finału                                 |
| 1998                          | Awans                                      | Faza grupowa                               |
| 2002                          | Awans                                      | Faza grupowa                               |
| 2006                          | Awans                                      | Faza grupowa                               |
| 2010                          | Nie zakwalifikowała się                    | Nie zakwalifikowała się                    |
| 2014                          | Nie zakwalifikowała się                    | Nie zakwalifikowała się                    |
| 2018                          | Awans                                      | Faza grupowa                               |
| 2022                          | Awans                                      | Faza grupowa                               |

### Puchar Azji
| 1956 | Nie brała udziału, nie była członkiem AFC | Nie brała udziału, nie była członkiem AFC |
| 1960 | Nie brała udziału, nie była członkiem AFC | Nie brała udziału, nie była członkiem AFC |
| 1964 | Nie brała udziału, nie była członkiem AFC | Nie brała udziału, nie była członkiem AFC |
| 1968 | Nie brała udziału, nie była członkiem AFC | Nie brała udziału, nie była członkiem AFC |
| 1972 | Nie brała udziału, nie była członkiem AFC | Nie brała udziału, nie była członkiem AFC |
| 1976 | Wycofała się z turnieju                   | Wycofała się z turnieju                   |
| 1980 | Nie brała udziału                         | Nie brała udziału                         |
| 1984 | Awans                                     | Mistrzostwo                               |
| 1988 | Awans                                     | Mistrzostwo                               |
| 1992 | Awans                                     | II miejsce                                |
| 1996 | Awans                                     | Mistrzostwo                               |
| 2000 | Awans                                     | II miejsce                                |
| 2004 | Awans                                     | Faza grupowa                              |
| 2007 | Awans                                     | II miejsce                                |
| 2011 | Awans                                     | Faza grupowa                              |
| 2015 | Awans                                     | Faza grupowa                              |
| 2019 | Awans                                     | 1/8 finału                                |
| 2023 | Awans                                     | 1/8 finału                                |

### Puchar Konfederacji
| Udział w pucharze konfederacji | Udział w pucharze konfederacji | Udział w pucharze konfederacji |
| Rok                            | Kwalifikacje                   | Wynik                          |
| ------------------------------ | ------------------------------ | ------------------------------ |
| 1992                           | Gospodarz                      | II miejsce                     |
| 1995                           | Gospodarz                      | Faza grupowa                   |
| 1997                           | Gospodarz                      | Faza grupowa                   |
| 1999                           | Awans                          | IV miejsce                     |
| 2001                           | Nie zakwalifikowała się        | Nie zakwalifikowała się        |
| 2003                           | Nie zakwalifikowała się        | Nie zakwalifikowała się        |
| 2005                           | Nie zakwalifikowała się        | Nie zakwalifikowała się        |
| 2009                           | Nie zakwalifikowała się        | Nie zakwalifikowała się        |
| 2013                           | Nie zakwalifikowała się        | Nie zakwalifikowała się        |
| 2017                           | Nie zakwalifikowała się        | Nie zakwalifikowała się        |
| 2021                           | Nie zakwalifikowała się        | Nie zakwalifikowała się        |

## Trenerzy Arabii Saudyjskiej od lat 90.
- 1990-92 –  Nelson Rosa Martins
- 1992-92 –  Caldinho Garcia
- 1993-93 –  José Candido
- 1993-94 –  Leo Beenhakker
- 1994-94 –  Mohammed Al-Karashi
- 1994-94 –  Ivo Wortmann
- 1994-94 –  Jorge Raúl Solari
- 1994-95 –  Mohammed Al-Karashi
- 1995-96 –  Zé Mario
- 1996-97 –  Nelo Vingada
- 1997-97 –  Otto Pfister
- 1998-98 –  Carlos Alberto Parreira
- 1998-00 –  Milan Máčala
- 2000-00 –  Nasser Al-Johar
- 2001-01 –  Slobodan Santrač
- 2001-02 –  Nasser Al-Johar
- 2002-04 –  Gerard van der Lem
- 2004-05 –  Gabriel Calderón
- 2005-07 –  Marcos Paquetá
- 2007-08 –  Hélio
- 2008-09 –  Nasser Al-Johar
- 2009-11 –  José Peseiro
- 2011-13 –  Frank Rijkaard
- 2013-14 –  Juan Ramón López Caro
- 2014-15 –  Cosmin Olăroiu
- 2015-15 –  Faisal Al-Baden
- 2015-17 –  Bert van Marwijk
- 2017-17 –  Edgardo Bauza
- 2017-19 –  Juan Antonio Pizzi
- 2019-19 –  Youssef Anbar
- 2019-22 –  Hervé Renard
- 2023-24 –  Roberto Mancini
- od 2024 -   Hervé Renard

## Rekordziści
- stan na 29 stycznia 2019

| #  | Nazwisko             | Mecze | Bramki | Lata gry w kadrze |
| -- | -------------------- | ----- | ------ | ----------------- |
| 1  | Mohammed Al-Deayea   | 178   | 0      | 1993–2006         |
| 2  | Mohammed Al-Khilaiwi | 163   | 3      | 1992–2001         |
| 3  | Sami Al-Jaber        | 156   | 46     | 1992–2006         |
| 4  | Abdullah Zubromawi   | 142   | 3      | 1993–2002         |
| 5  | Usama Hausawi        | 138   | 7      | 2006–2018         |
| 5  | Hussein Sulaimani    | 138   | 5      | 1992–2009         |
| 7  | Taisir Al-Jassim     | 134   | 19     | 2004-2018         |
| 8  | Saud Chariri         | 133   | 7      | 2001–2015         |
| 9  | Mohamed Al-Jawad     | 121   | 7      | 1981–1994         |
| 10 | Mohammad Al-Shalhoub | 118   | 19     | 2000-2018         |

| # | Nazwisko             | Bramki | Mecze | Lata gry w kadrze |
| - | -------------------- | ------ | ----- | ----------------- |
| 1 | Majed Abdullah       | 71     | 116   | 1978–1994         |
| 2 | Sami Al-Jaber        | 46     | 156   | 1992–2006         |
| 3 | Yasser Al-Qahtani    | 42     | 112   | 2002–2013         |
| 4 | Obeid Al-Dosari      | 41     | 94    | 1994–2002         |
| 5 | Talal Al-Meshal      | 32     | 60    | 1998–2006         |
| 6 | Khalid Al-Muwallid   | 28     | 114   | 1988–1998         |
| 6 | Mohammad Al-Sahlawi  | 28     | 42    | 2010–             |
| 8 | Fahad Al-Mehallel    | 26     | 87    | 1992–1999         |
| 9 | Sa’id al-Uwajrani    | 24     | 75    | 1992–1998         |
| 9 | Ibrahim Ash-Shahrani | 24     | 86    | 1997–2005         |

Pogrubioną czcionką zaznaczono piłkarzy, którzy aktualnie występują w reprezentacji.